# كوكدة (بايين خيابان ليتكوة)
کوکدة (بالفارسية: کوکده) هي قرية تقع في إيران في قسم بایین خیابان لیتکوة الريفي. يقدر عدد سكانها بـ 894 نسمة بحسب إحصاء 2016.